# Championnat de Malte de football 1959-1960
Navigation
Saison précédente Saison suivante
La saison 1959-1960 de First Division Maltaise était la quarante-cinquième édition de la première division maltaise.
Lors de cette saison, le La Vallette FC a conservé son titre de champion face aux sept meilleurs clubs maltais lors d'une série de matchs se déroulant sur toute l'année.
Les huit clubs participants au championnat ont été confrontés à deux reprises aux sept autres.
Le La Vallette FC a été sacré champion de Malte pour la septième fois.

## Les huit clubs participants
| Club                | Stade             | Capacité | Ville      |
| ------------------- | ----------------- | -------- | ---------- |
| Birkirkara-Luxol    | Infetti Ground    | 2 000    | Birkirkara |
| Floriana FC         | -                 | -        | Floriana   |
| Hamrun Spartans     | Victor Tedesco    | 6 000    | Hamrun     |
| Paola Hibernians FC | Hibernians Ground | 8 000    | Paola      |
| Marsa FC            | -                 | -        | Marsa      |
| Sliema Wanderers FC | Guze Fava Ground  | 4 000    | Sliema     |
| St. George's FC     | -                 | -        | Bormla     |
| La Vallette FC      | -                 | -        | La Valette |

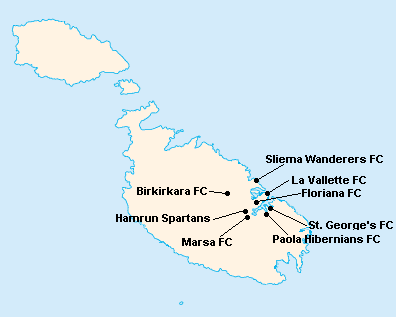
Localisation des clubs engagés dans le championnat.

L'île de Malte étant relativement petite, les clubs évoluent tous au stade National Ta'Qali (17 400 places). Certain cependant ont leur propre enceinte qu'ils peuvent éventuellement utiliser.

## Compétition

### Classement
| Rang | Équipe                 | Pts | J  | G  | N | P  | Bp | Bc | Diff |
| ---- | ---------------------- | --- | -- | -- | - | -- | -- | -- | ---- |
| 1    | La Vallette FC (T) (C) | 24  | 14 | 11 | 2 | 1  | 40 | 8  | +32  |
| 2    | Paola Hibernians FC    | 20  | 14 | 9  | 2 | 3  | 31 | 9  | +22  |
| 3    | Floriana FC            | 16  | 14 | 5  | 6 | 3  | 25 | 15 | +10  |
| 4    | St. George's FC (P)    | 15  | 14 | 6  | 3 | 5  | 25 | 26 | -1   |
| 5    | Sliema Wanderers FC    | 15  | 14 | 5  | 5 | 4  | 19 | 20 | -1   |
| 6    | Marsa FC               | 9   | 14 | 2  | 5 | 7  | 17 | 42 | -25  |
| 7    | Hamrun Spartans        | 7   | 14 | 0  | 7 | 7  | 15 | 31 | -16  |
| 8    | Birkirkara FC          | 6   | 14 | 2  | 2 | 10 | 11 | 32 | -21  |

| Légende : Qualifications et relégations | Légende : Qualifications et relégations                                                     |
| --------------------------------------- | ------------------------------------------------------------------------------------------- |
|                                         | Relégation en Second Division Maltaise                                                      |
|                                         | (T) : Tenant du titre 1958-1959 (P) : Promu en 1958-1959 (C) : Vainqueur du Trophée Rothman |

## Bilan de la saison
| Tableau d'Honneur       |                |
| Compétition             | Vainqueur      |
| First Division Maltaise | La Vallette FC |
| Trophée Rothman         | La Vallette FC |

| Promotions et relégations            |                |
| Relégués en Second Division Maltaise | Birkirkara FC  |
| Promus de Second Division Maltaise   | St. Patrick FC |